# パンテレイモン・ポノマレンコ

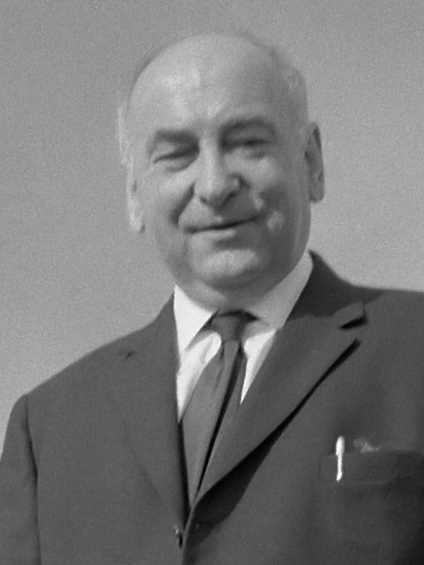
パンテレイモン・ポノマレンコ

パンテレイモン・コンドラーティエヴィチ・ポノマレンコ（ロシア語: Пантелеймон Кондратьевич Пономаренко, 1902年8月9日 - 1984年1月18日）は、ソビエト連邦、白ロシア及びカザフスタンの共産党指導者。赤軍の軍人（政治将校）。中将。

## 経歴
1902年、ロシア帝国・クラスノダール地方ベロレチェンスキー地区シェルコフスキー農場生まれ。ウクライナ人。
1918年、赤軍に入隊。1919年から石油産業及び鉄道で働く。1922年、コムソモール、1925年、共産党に入党。1932年、モスクワ輸送機関技師大学を卒業。1932年 - 1936年、再び赤軍。1936年から技師として働く。1938年、全連邦共産党（ボリシェヴィキ）中央委員会の教官、課副主任。
1938年から1947年まで、ポノマレンコは白ロシア共産党第一書記を務め、また1944年から1948年まで、閣僚会議議長（首相）を兼務した。第二次世界大戦中、最高司令部スタフカ附属パルチザン運動中央本部長として、ナチス占領下の白ロシアにおいて、共産パルチザン部隊を指揮した。彼はポーランド地下組織と対立し、部隊に対して、同組織の武装解除と将校の処刑を命じた。この面で、ポノマレンコ指揮下の軍は、ポーランド地下組織メンバーの情報を流すなど、ナチス占領軍に限定的に協力をした、と伝えられる。
ポノマレンコは、1941年から45年まで、西部戦線、中央戦線、ブリャンスク戦線、第1白ロシア戦線、ならびに、第3打撃軍の軍事会議議員を務めた。1943年、中将に任命。
ポノマレンコは、伝えられるところによると、白ロシアのインテリ層抑圧、白ロシアの「ロシア化」、1939年ソ連に併合された白ロシア西部の民族浄化を促進した、とされる。
1944年から1948年、彼は白ロシア共和国の人民委員（大臣）を務めた。ソ連共産党中央委員会において、彼は1948年から1950年まで書記を務め、同時に、1948年から1952年まで、政治局員候補であった。1950年、ソ連調達相。
1952年10月16日、ポノマレンコは党政治局員に選出。1953年3月5日、政治局の改組に際し、党幹部会員候補に降格。1953年 - 1954年、ソ連文化相。1954年、カザフ共和国共産党第一書記となり、1955年から駐ポーランド大使、1957年から駐インド・ネパール大使、1959年から駐オランダ大使を務めた。1961年10月、オランダ政府により「ペルソナ・ノン・グラータ」を宣言される。1962年から駐国際原子力機関 (IAEA) ソ連代表。
1978年から年金生活。1984年1月18日、死去。モスクワのノヴォデヴィッチ墓地に葬られた。
第1期 - 4期ソ連最高会議代議員。1939年 - 1961年、ソ連共産党中央委員会委員。

## パーソナル
レーニン勲章3個、一等スヴォーロフ勲章、一等祖国戦争勲章を受章。

## 著書
- Die Partisanenbewegung im Grossen Vaterländischen Krieg der Sowjetunion, Moskau 1943 （ドイツ語）
- Всенародная борьба в тылу немецко-фашистских захватчиков 1941–1945, Москва 1986